# کامران میرزا (پسر فتحعلی‌شاه)
کامران میرزا (زاده ۱۲۴۳ قمری - درگذشته ۱۲۶۳ قمری) پسر پنجاه و ششم فتحعلی‌شاه بود.
مادرش ننه خانم بارفروشی نام داشت. فتحعلی‌شاه در اواخر عمر به ننه خانم توجه بسیار نشان می‌داد و به او لقب مهدعلیا داده بود. کامران میرزا  و برادرش اورنگ‌زیب میرزا در زمان درگذشت فتحعلی‌شاه خردسال بودند، از این رو برخلاف سایر شاهزادگان قاجار تحت تعلیمات منظمی قرار نگرفتند. کامران میرزا به سواری و شکار علاقه‌مند بود. او سفری به شیراز کرد و در بازگشت به تهران در سن بیست سالگی براثر ابتلا به وبا درگذشت.
کامران میرزا با دختر پاشاخان ایروانی (پسر محمدخان قاجار ایروانی) ازدواج کرد و از او صاحب پسری به نام فرود میرزا شد که نایب آجودان باشی و از نزدیکان کامران میرزا نایب‌السلطنه بود. او دو فرزند دیگر هم داشت، پسری به نام علی‌محمد میرزا که در دوران ولیعهدی مظفرالدین شاه در تبریز منصب تفنگدارباشی داشت و یک دختر که با اسدالله میرزا پسر سلطان ابراهیم میرزا (پسر سی و نهم فتحعلی‌شاه) ازدواج کرد.